# Сересо, Бернардо
Бернардо Умберто Сересо Рохас (исп. Bernardo Humberto Cerezo Rojas; 21 января 1995, Тальталь, Чили) — чилийский футболист, защитник клуба «Сантьяго Уондерерс».

## Клубная карьера
Сересо — воспитанник клуба «Универсидад де Чили». 9 сентября 2012 года в поединке Кубка Чили против «Сантьяго Уондерерс» Бернардо дебютировал за основной состав. В том же году Сересо помог клубу завоевать национальный кубок. 19 мая 2013 года в матче против «Универсидад Католика» он дебютировал в чилийской Примере. В 2015 году для получения игровой практики Бернардо на правах аренды выступал за «Депортес Санта-Крус».
Летом 2016 году Сересо на правах аренды присоединился к «Депортес Ла-Серена». 31 июля в матче против «Сантьяго Морнинг» он дебютировал в Примере B. 28 ноября в поединке против «Рейнджерс» из Тальки Бернардо забил свой первый гол за «Депортес Ла-Серена».
Летом 2017 года Сересо на правах аренды перешёл в «Сантьяго Уондерерс». 30 июля в матче против «Унион Эспаньола» он дебютировал за новый клуб.

## Международная карьера
В начале 2015 года Сересо в составе молодёжной сборной Чили принял участие в молодёжном чемпионате Южной Америки в Уругвае. На турнире он сыграл в матчах против сборных Венесуэлы, Уругвая, Бразилии и Колумбии.

## Достижения
«Универсидад де Чили»
- Обладатель Кубка Чили — 2012